# Manuel Rico Avello
Manuel Rico Avello y García de Lañón (Villanueva de Trevías, 20 de diciembre de 1886 – Madrid, 23 de agosto de 1936) fue un jurista y político español, ministro de Gobernación (1933-34) y de Hacienda (1935-1936) durante la Segunda República Española. Murió asesinado al comienzo de la Guerra Civil, víctima de la represión en la zona republicana. 

## Biografía
Nacido en la localidad asturiana de Villanueva de Trevías, era hijo de José Rico y García de Lañón, alcalde de Luarca y del Concejo de Valdés, y de María de los Dolores Avello y Suárez Valdés, pertenecientes a antiguas familias de la hidalguía asturiana. Del matrimonio anterior quedarían once hijos, Manuel, que nos ocupa, casado con su prima segunda Castora Rico y Rivas, Antonio, doctor en Derecho y Abogado, Gil Carlos, doctor en Ciencias Químicas, ambos solteros, María, casada con el ingeniero militar Carlos Peláez y Pérez de Gamoneda, Adela, casada con Enrique Cuartara Cassinello, director general de Aduanas en 1936, Asunción, Lucila, Emilia y María Dolores, solteras, Julia, casada con Florencio Bustinza Lachiondo, y Gonzalo, doctor en Derecho y abogado, casado con María de la Pureza Bermúdez de Castro y Sánchez Bálgoma.
Se licenció en Derecho con premio extraordinario en la Facultad de Derecho de la Universidad de Oviedo, y posteriormente se doctoró, también con premio extraordinario, en la Facultad de Derecho de la Universidad de Madrid, entre los años 1908 y 1909.

### Carrera política
Inició su carrera política en su Asturias natal, ya que, entre 1920 y 1923, Rico Avello se une al movimiento regionalista asturiano para recabar la protección del carbón de Asturias mediante aranceles a las importaciones del competidor inglés. De este modo resultó elegido en 1921 diputado provincial por el Partido Reformista de Melquíades Álvarez y a pesar del paréntesis que la Dictadura de Primo de Rivera significó para estas actividades, continuó su adscripción a esta corriente política hasta poco antes de su concurrencia en 1931 a las elecciones a Cortes Constituyentes de la Segunda República.
El 24 de mayo de 1930, el todavía rey de España, Alfonso XIII, nombró a Rico Avello secretario general de la Cámara Oficial Minera de Asturias y del Sindicato Carbonero Asturiano, cargos en los que se mantuvo hasta las citadas elecciones a Cortes Constituyentes de 1931, sucediéndole en estas responsabilidades a partir de la fecha su hermano, Gonzalo Rico Avello. Elegido diputado a Cortes por la circunscripción de Oviedo en las elecciones de 1931 a las que se había presentado como independiente por la Agrupación al Servicio de la República, de la que formaban parte Gregorio Marañón, Ramón Pérez de Ayala y José Ortega y Gasset, su primer puesto de responsabilidad lo obtuvo en septiembre de 1933 cuando fue nombrado Subsecretario de la Marina Civil. 
Fue nombrado ministro de Gobernación en el gobierno que entre el 8 de octubre y el 16 de diciembre de 1933 presidiría Diego Martínez Barrio, desde donde dirigió de forma ejemplar las segundas elecciones generales de la República, lo que le valió el reconocimiento general, por lo que volvió a asumir dicha cartera con el siguiente gabinete que bajo la presidencia de Alejandro Lerroux se formaría a continuación. El 23 de enero de 1934 abandonaría la cartera de Gobernación para ocupar el cargo de Alto Comisario del protectorado español de Marruecos desde donde promovería la acción por la que el entonces Coronel Osvaldo Capaz ocuparía pacíficamente Ifni. A partir de ese momento pasaría a ser asimismo gobernador general de todos los restantes territorios de soberanía española en África. 
Entre el 30 de diciembre de 1935 y el 19 de febrero de 1936 formó parte del gobierno de Manuel Portela Valladares como titular del Ministerio de Hacienda.

### Guerra civil española
En las elecciones de 1936 volvería a ser elegido diputado a Cortes, esta vez por la circunscripción de Murcia y, cuando se produce la sublevación militar del 18 de julio, fue detenido y encarcelado en la galería de presos políticos de la Cárcel Modelo de Madrid. El 23 de agosto de 1936 fue asesinado por milicianos que habían ocupado la prisión, durante la llamada Matanza de la Cárcel Modelo de Madrid, junto a destacadas personalidades políticas de varia significación, entre ellos Melquíades Álvarez o exministros de la República como José Martínez de Velasco y Ramón Álvarez-Valdés.

### Condecoraciones
Estuvo en posesión de las Grandes Cruces de la Orden de la República Española y de la Orden del Mérito Naval, así como de otras condecoraciones nacionales y extranjeras.